# Kim Sung-oh
Kim Sung-oh (en hangul, 김성오; RR: Gim Seong-o), es un actor surcoreano.

## Biografía
A principios de 2013 comenzó a salir con Choi Yu-jin y se casaron en diciembre del 2014. Tienen un hijo Kim Ah-il (김아일).

## Carrera
Desde el 2017 es miembro de la agencia "Studio Santa Claus Entertainment" (화이브라더스 코리아; anteriormente conocida como "Huayi Brothers Korea" y "Sim Entertainment" (심엔터테인먼트)). Previamente formó parte de la agencia "Elrise Entertainment" (anteriormente conocida como "Fly Up Entertainment") de noviembre del 2015 hasta el 2017 y de "Double K E&M".
El 17 de marzo de 2005 apareció en la película She's on Duty donde interpretó a Bongeo (alias "Carp"), uno de los matones de Mangchi ("Hammer") (Jung Man-sik).
En 2008 apareció en la serie On Air donde dio vida a Kim Sung-oh, un manager de la agencia "SW Entertainment".
El 4 de agosto de 2010 apareció como parte del elenco de la película El hombre sin pasado donde interpretó a Jong-seok, un subordinado del criminal Oh Myung-gyu (Song Young-chang) y hermano de Man-seok (Kim Hee-won). En noviembre del mismo año se unió al elenco recurrente de la serie Jardín secreto, donde dio vida a Kim Sung-woo, el secretario de Kim Joo-won (Hyun Bin).
En febrero de 2011 se unió al elenco recurrente de la serie Midas donde interpretó a Kim Dong-cheo, el medio hermano de Kim Do-hyun (Jang Hyuk).
El 6 de marzo de 2012 realizó una aparición especial durante un de la serie History of a Salaryman donde dio vida al fiscal Park Moon-soo. El 14 de julio del mismo año realizó una aparición especial durante el decimoquinto episodio de la serie A Gentleman's Dignity donde interpretó al oficial Kim, un instructor del ejército. El 19 de diciembre del mismo año apareció en la película Love 911 donde dio vida al bombero Yong-soo, un miembro de la estación de bomberos de Kang-il (Go Soo).
El 2 de octubre de 2013 apareció en la película Tough as Iron donde interpretó a Hwi-gon, el hermano del líder y gánster local Sang-gon (Kim Jung-tae).
El 4 de agosto de 2014 se unió al elenco recurrente de la serie Diary of a Night Watchman, donde dio vida a Sadam, un psíquico que adora a un monstruo serpiente en el corazón del monte Baekdu y que busca despertarlo para obtener su poder y así dominar al mundo.
En mayo de 2015 se unió al elenco recurrente de la serie Warm and Cozy, donde interpretó a Hwang Wook, el soltero alcalde de Sorang Town.
El 10 de marzo de 2016 apareció como parte del elenco principal de la película Missing You, (también conocida como "Waiting for You") donde dio vida a Ki-bum, un asesino en serie responsable de la muerte del padre de Hee-joo (Shim Eun-kyung), un detective. Para el papel Sung-oh perdió 16 kilogramos. El 6 de junio del mismo año se unió al elenco principal de la serie Becky's Back (también conocida como "Baek-hee Has Returned"), donde dio vida a Woo Bum-ryong, un hombre del pasado de Yang Baek-hee (Kang Ye-won), cuya hija Shin Ok-hee (Jin Ji-hee) cree que podría ser su padre biológico, hasta el final de la serie el 14 de junio del mismo año.
En mayo de 2017 se unió al elenco recurrente de la serie Fight for My Way, donde interpretó a Hwang Jang-ho, el mentor y amigo de Ko Dong-man (Park Seo-joon). En diciembre del mismo año se unió al elenco recurrente de la serie A Korean Odyssey (también conocida como "Hwayugi"), donde dio vida a Lee Han-joo, el asistente de Jin Sun-mi (Oh Yeon-seo).
El 22 de noviembre de 2018 apareció como parte del elenco principal de la película Unstoppable, donde interpretó a Ki-tae, un criminal y el responsable del secuestro de Ji-soo (Song Ji-hyo).
En junio del 2020 se confirmó que se había unido al elenco principal de Piratas: El último tesoro de la corona,  secuela de la película de 2014  The Pirates, donde dará vida a Kang-seob, la mano derecha de Woo Moo-chi (Kang Ha-neul) y el justo jefe del ejército. La película será estrenó el 26 de enero de 2022. El 10 de julio del mismo año se unió al elenco principal de la serie Graceful Friends, donde interpretó a Jo Hyung-woo, un director de cine para adultos, hasta el final de la serie el 5 de septiembre del mismo año.

## Filmografía

### Series de televisión
| Año     | Título                                   | Personaje                     | Notas         | Ref.   |
| ------- | ---------------------------------------- | ----------------------------- | ------------- | ------ |
| 2005    | Sad Love Story                           | -                             |               |        |
| 2007    | Ghost Pang Pang                          | Sung Joo-shin / Shin Je-bi    |               |        |
| 2007    | Chosun Police Season 1                   | -                             |               |        |
| 2008    | On Air                                   | Kim Sung-oh                   | Cameo         |        |
| 2009    | Brilliant Legacy (Shining Inheritance)   | Amigo de Seon Woo-hwan        | Ep. 7         |        |
| 2009    | The City Hall                            | Paparazzi                     |               |        |
| 2009    | Green Coach                              | Kim Kyung-shik                |               |        |
| 2009    | Temptation of an Angel                   | -                             |               |        |
| 2009    | Wife Returns                             | Kim Dong-cheol                |               |        |
| 2009    | Will It Snow for Christmas?              | Sung-min                      |               |        |
| 2009    | Father's House                           | Steven                        |               |        |
| 2010    | Jejungwon                                | Erudito de Sungkyunkwan       |               |        |
| 2010-11 | Secret Garden                            | Kim Sung-woo                  |               |        |
| 2011    | Giant                                    | Cha Boo-cheol                 |               |        |
| 2011    | Sign                                     | Lee Ho-jin                    | 5 episodios   |        |
| 2011    | Midas                                    | Kim Dong-cheol                |               |        |
| 2011    | Spy Myung-wol                            | Oficial en Película de Acción | Ep. 1         |        |
| 2011    | Drama Special - "Terminal"               | Man-soo                       | 1 episodio    |        |
| 2011    | Glory Jane                               | Joo Dae-sung                  |               |        |
| 2012    | History of a Salaryman                   | Park Moon-soo                 | Ep. 20        |        |
| 2012    | Phantom                                  | Fan de Shin Hyo-jung          | Ep. 1         |        |
| 2012    | A Gentleman's Dignity                    | Oficial Kim                   | Ep. 15        |        |
| 2013    | When a Man Falls in Love                 | Lee Chang-hee                 |               |        |
| 2014    | Inspiring Generation                     | Jung Jae-hwa                  |               |        |
| 2014    | Diary of a Night Watchman                | Sadam                         |               |        |
| 2015    | She Was Pretty                           | Hombre en el Bar              | Ep. 3         |        |
| 2015    | Warm and Cozy                            | Hwang Wook                    |               |        |
| 2016    | Jackpot                                  | "Cutter"                      |               |        |
| 2016    | Squad 38                                 | -                             |               |        |
| 2016    | Becky's Back                             | Woo Bum-ryong                 | 4 episodios   |        |
| 2017    | Fight for My Way                         | Hwang Jang-ho                 |               |        |
| 2017-18 | A Korean Odyssey                         | Lee Han-joo                   |               |        |
| 2020    | Graceful Friends                         | Jo Hyung-woo                  | 17 episodios  |        |
| 2021    | L.U.C.A.: The Beginning                  | Lee-son                       |               | [ 17 ] |
| 2021    | The Great Shaman Ga Doo-shim             | Voz de Espíritus              |               |        |
| 2022    | Money Heist: Korea – Joint Economic Area | Cpt. Cha Moo-hyeok            |               |        |
| 2022    | Una familia ejemplar                     | Choi Kang-jun                 |               | [ 18 ] |
| 2022-23 | Cómo desbloquear a mi jefe               | Ma-pi                         |               | [ 19 ] |
| 2023    | Island                                   | Yul                           | Segunda parte | [ 20 ] |
| 2023    | Mentiras ocultas en mi jardín            | Park Jae-ho                   |               | [ 21 ] |

### Películas
| Año  | Título                                 | Personaje                     | Notas | Ref.                 |
| ---- | -------------------------------------- | ----------------------------- | --- | -------------------- |
| 2002 | Emergency Act 19                       | Soldado                       | junto a Kim Jang-hoon, Hong Kyung-min, Gong Hyo-jin, Noh Joo-hyun y Ju Yeong-hun                         |                      |
| 2003 | Sword in the Moon                      | Subordinado de Mu-kwan        | junto a Cho Jae-hyun, Choi Min-soo, Kim Bo-kyung, Lee Jong-soo, Jeon Sung-hwan y Cho Sang-keon           |                      |
| 2004 | Fighter in the Wind                    | Instructor de Vuelo           | junto a Yang Dong-geun, Masaya Kato, Aya Hirayama, Jung Tae-woo, Jung Doo-hong y Yeom Hye-ran            |                      |
| 2005 | She's on Duty                          | Bongeo ("Carp")               | junto a Kim Sun-a, Nam Sang-mi, Gong Yoo, Ha Jung-woo, Noh Joo-hyun, Kim Sang-ho y Oh Kwang-rok          |                      |
| 2005 | A Bittersweet Life                     | Subordinado de Oh Moo-sung    | junto a Lee Byung-hun, Kim Yeong-cheol, Shin Min-ah, Hwang Jung-min, Kim Roi-ha, Jin Goo y Lee Ki-young  |                      |
| 2006 | Lost in Love                           | Hombre en pareja              | junto a Sol Kyung-gu, Song Yoon-ah, Jeon Bae-soo y Lee Ki-woo                                            |                      |
| 2008 | Life is Beautiful                      | Hombre con cara de miedo      | junto a Choi Seong-guk, Gong Hyung-jin, Choi Jung-won, Yoon Je-moon y Lee Han-wi                         |                      |
| 2009 | Kiss Me, Kill Me                       | Pandillero 1                  | junto a Kang Hye-jung, Shin Hyun-joon, Baek Do-bin, Choi Jin-ho, Park Chul-min y Kim Young-min           |                      |
| 2009 | White Night                            | Hombre de 40 años             | junto a Han Suk-kyu, Son Ye-jin, Go Soo, Lee Min-jung, Park Sung-woong y Cha Hwa-yeon                    |                      |
| 2009 | Potato Symphony                        | Jjang-goo                     | junto a Yu Oh-seong, Kim Byung-choon, Choi Moon-soo y Kim Mi-hee                                         |                      |
| 2010 | El hombre sin pasado                   | Jong-seok                     | junto a Won Bin, Kim Sae-ron, Kim Hee-won, Kim Tae-hoon, Thanayong Wongtrakunl y Lee Do-gyeom            | [ 22 ] [ 23 ]        |
| 2012 | My PS Partner                          | Seok-woon                     | junto a Ji Sung, Kim Ah-joong, Shin So-yul, Kang Kyung-joon y Moon Ji-yoon                               |                      |
| 2012 | Love 911                               | Yong-soo                      | junto a Go Soo, Han Hyo-joo, Ma Dong-seok, Juni y Jin Seo-yeon                                           |                      |
| 2012 | The Tower                              | In-geon                       | junto a Sol Kyung-gu, Kim Sang-kyung, Son Ye-jin, Kim In-kwon, Ahn Sung-ki, Song Jae-ho                  |                      |
| 2013 | Tough as Iron                          | Hwi-gon                       | junto a Yoo Ah-in, Kim Hae-sook, Kim Jung-tae, Jung Yu-mi, Lee Si-eon y Bae Seul-ki                      |                      |
| 2014 | No Tears for the Dead                  | Voz de Policía 112            | junto a Jang Dong-gun, Kim Min-hee, Brian Tee, Kim Hee-won, Kim Jun-seong y Kang Han-na                  |                      |
| 2014 | Fashion King                           | Kim Nam-jung                  | junto a Joo Won, Sulli, Park Se-young, Ahn Jae-hyun, Lee Geung-young y Nana                              |                      |
| 2015 | Barracks                               | Instructor                    | junto a Baek Do-bin, Jung Shi-ah, Kwak Do-won y Uhm Tae-goo                                              |                      |
| 2015 | You Call It Passion                    | Jefe de Sección Ma            | junto a Park Bo-young, Bae Seong-woo, Jin Kyung, Ryu Deok-hwan, Yoon Kyun-sang y Lee Kyu-hyung - (cameo) |                      |
| 2016 | Missing You                            | Ki-bum                        | junto a Shim Eun-kyung, Yoon Je-moon, Ahn Jae-hong, Kim Won-hae y Lee Kap-seon                           |                      |
| 2017 | The Merciless                          | Jung Seung-pil                | junto a Sol Kyung-gu, Im Si-wan, Lee Ji-hoon, Jang In-sub, Nam Ki-ae y Lee Dong-yong - (cameo)           | [ 24 ]               |
| 2018 | Unstoppable                            | Ki-tae                        | junto a Ma Dong-seok, Song Ji-hyo, Kim min-jae, Park Ji-hwan y Bae Noo-ri                                |                      |
| 2018 | Door Lock                              | Detective Lee                 | junto a Gong Hyo-jin, Kim Ye-won, Jo Bok-rae, Lee Ga-sub, Lee Chun-hee, Lee Hong-nae y Yun Jong-seok     |                      |
| 2020 | Secret Zoo                             | Kim Gun-wook                  | junto a Ahn Jae-hong, Kang So-ra, Park Yeong-gyu y Jeon Yeo-been                                         | [ 25 ] [ 26 ] [ 27 ] |
| 2020 | The Night of the Undead                | -                             | junto a Lee Jung-hyun, Seo Young-hee, Yang Dong-geun, Lee Mi-do y Jin Hyun-kwang                         |                      |
| 2020 | Kingmaker                              | Secretario Park               | junto a Sol Kyung-gu, Lee Sun-kyun, Yoo Jae-myung y Jo Woo-jin                                           | [ 28 ]               |
| 2021 | Piratas: El último tesoro de la corona | Kang-seob                     | junto a Kang Ha-neul, Han Hyo-joo, Lee Kwang-soo y Sehun                                                 | [ 29 ]               |
| 2023 | 12.12: The Day                         | Gral. Kim Chang-se            | junto a Hwang Jung-min, Jung Woo-sung, Lee Sung-min, Park Hae-joon y Kim Sung-kyun                       | [ 30 ]               |
| 2025 | Hitman 2                               | Chang Cheol-ryong/Pierre Jean | junto a Kwon Sang-woo, Jung Joon-ho, Lee Yi-kyung y Hwang Woo-seul-hye                                   | [ 31 ] [ 32 ]        |

### Director
| Año  | Título             | Notas      |
| ---- | ------------------ | ---------- |
| 2012 | Warikkang (와리깡) | (película) |

### Radio drama
| Año  | Título              | Personaje      | Cadena      | Notas |
| ---- | ------------------- | -------------- | ----------- | ----- |
| 2011 | Radio Secret Garden | Secretario Kim | SBS Love FM |       |

### Aparición en programas de variedades
| Año  | Título                                         | Notas                  | Ref.          |
| ---- | ---------------------------------------------- | ---------------------- | ------------- |
| 2013 | Radio Star                                     | Ep. 347 - invitado     | [ 33 ]        |
| 2017 | The Return of Superman                         | Ep. 193 - invitado     |               |
| 2020 | Running Man                                    | Ep. 484-485 - invitado |               |
| 2020 | Knowing Bros (Ask Us Anything)                 | Ep. 213 - invitado     |               |
| 2021 | House on Wheel: Lending You My House on Wheels |                        | [ 34 ] [ 35 ] |

### Aparición en videos musicales
| Año  | Intérprete(s)          | Canción                                 | Notas              |
| ---- | ---------------------- | --------------------------------------- | ------------------ |
| 2003 | Vibe (바이브)          | "For a Long, Long Time" (오래오래)      |                    |
| 2005 | Park Sang-min          | "Cup of Tears" (눈물잔)                 |                    |
| 2005 | Park Sang-min (박상민) | "그대만큼만"                            |                    |
| 2011 | 4Men                   | "It's Not Working" (안되는데 )          | junto a Kim Ji-han |
| 2011 | 4Men                   | "To Live at Least Once" (살다가 한번쯤) | junto a Kim Ji-han |
| 2011 | 4Men (포맨)            | "I Love You" (사랑해)                   |                    |

### Anuncios
| Año  | Título                  | Notas            |
| ---- | ----------------------- | ---------------- |
| 2011 | Super Action (Cable TV) | [ 36 ]           |
| 2011 | Samsung Smart TV        | junto a Hyun Bin |

## Premios y nominaciones
| Año  | Premios                    | Categoría                                         | Trabajo          | Resultado | Ref.   |
| ---- | -------------------------- | ------------------------------------------------- | ---------------- | --------- | ------ |
| 2011 | 4.º Premios Korea Drama    | Mejor actor de reparto                            | Midas            | Nominado  |        |
| 2011 | 4.º Premios Korea Drama    | Mejor actor de reparto                            | Giant            | Nominado  |        |
| 2011 | 47.º Premios Baeksang Arts | Mejor actor revelación (TV)                       | Secret Garden    | Nominado  |        |
| 2011 | 4.º Premios Korea Drama    | Mejor actor de reparto                            | Secret Garden    | Nominado  |        |
| 2016 | Premios KBS Drama          | Premio a la excelencia, actor en drama de un acto | Becky's Back     | Ganador   | [ 38 ] |
| 2017 | Premios KBS Drama          | Mejor actor de reparto                            | Fight for My Way | Ganador   | [ 39 ] |